# Stenoterommata crassistyla
Stenoterommata crassistyla là một loài nhện trong họ Nemesiidae.
Stenoterommata crassistyla được miêu tả năm 1995 bởi Goloboff.